# دونكان سبنسر
دونكان سبنسر (5 أبريل 1972 في المملكة المتحدة - )  (بالإنجليزية: Duncan Spencer)‏ هو لاعب كريكت أسترالي.

## وصلات خارجية
- دونكان سبنسر على موقع إي آس بي آن كريك إنفو (الإنجليزية)